# Шитиков, Никита Ионович
Никита Ионович Шитиков (1896 — 1974) — начальник отдела проверочно-фильтрационных лагерей НКВД СССР, генерал-майор (1945).

## Биография
Родился в русской семье механика. Член РКП(б) с октября 1918. Образование получил в церковно-приходской школе в Бельском уезде Смоленской губернии, которую окончил в 1910. Ученик слесаря лесопильного завода в том же уезде с июня 1910 до мая 1914, затем слесарь металлургического завода в Москве до августа 1915. В царской армии рядовой 5-го запасного сапёрного батальона в Старице с августа 1915 по июль 1917, потом старший унтер-офицер 7-го инженерного батальона в Одессе до декабря 1917. Заведующий отделом народного образования (ОНО) города Ярцево Смоленской губернии с января 1918 по апрель 1919.
В органах государственной безопасности начал карьеру как начальник 7-го отдела Смоленской губернской ЧК-ГПУ с апреля 1919 по ноябрь 1923. Уездный уполномоченный ГПУ в Гжатске с ноября 1923 по декабрь 1924. Начальник секретного отдела Смоленского губернского отдела ГПУ с декабря 1924 по октябрь 1926, начальник секретного отдела окружного отдела ГПУ в Витебске с октября 1926 по ноябрь 1927, начальник секретного Брянского губернского отдела ГПУ с ноября 1927 по октябрь 1929. Заместитель начальника окружного отдела ГПУ в городе Клинцы с октября 1929 по 1930, затем начальник городского отдела ГПУ там же с сентября 1930 по январь 1932. Обучался на курсах высшего руководящего состава Центральной школы ОГПУ в Москве с января по март 1932. Начальник оперативного сектора ГПУ-НКВД в Рязани с апреля 1932 по 7 октября 1934, затем начальник 3-го отделения и заместитель начальника отдела мест заключения (ОМЗ) Управления НКВД Московской области с октября 1934 по июль 1935, потом только заместитель начальника ОМЗ УНКВД Московской области до октября 1937. Являлся начальником УИТЛиК (управления исправительно-трудовых лагерей и колоний) УНКВД Московской области с октября 1937 по 23 сентября 1940. Управляющий трестом «Дальстройснаб» НКВД в Москве с 23 сентября 1940 по ноябрь 1942, снова начальник УИТЛиК УНКВД Москвы и Московской области с ноября 1942 по 24 июля 1943. Заместитель начальника УНКВД Московской области с 29 июля 1943 по 28 августа 1944. Начальник отдела проверочно-фильтрационных лагерей НКВД СССР с 28 августа 1944 по 24 мая 1946. Начальник лагерного отдела и заместитель начальника ГУШосДор МВД СССР с 25 мая 1946 по 22 марта 1947, когда был уволен по болезни. Пенсионер в Москве с апреля 1947 по март 1948. Заместитель начальника УИТЛ и строительства Волгодонского водного пути МВД по лагерю в Калаче-на-Дону с марта 1948 по 8 марта 1950, когда снова был уволен по болезни.
Пенсионер, на партийном учёте в экспериментальном заводе Государственного комитета СССР по телевидению и радиовещанию в Москве с марта 1950 по июль 1974.
Похоронен на Введенском кладбище (29 уч.).

### Звания

Могила Шитикова на Введенском кладбище Москвы.

- 08.10.1936, старший лейтенант государственной безопасности;
- 09.05.1940, капитан государственной безопасности;
- 11.02.1943, подполковник государственной безопасности;
- 09.07.1943, полковник государственной безопасности;
- 14.12.1944, комиссар государственной безопасности;
- 09.07.1945, генерал-майор.

### Награды
- Орден «Знак Почёта» (17.01.1943);
- Орден Красного знамени (03.02.1944, за выслугу лет);
- Орден Трудового Красного Знамени (10.05.1944);
- Орден Ленина (21.02.1945, за выслугу лет);
- Орден Отечественной войны 1-й степени (21.04.1945, за очистку тыла ДКА);
- Орден Красного Знамени (28.10.1967, к 50-летию Революции).
- 9 медалей;
- Знак «Почётный работник ВЧК-ГПУ (XV)» (25.04.1934).